# SQL Server Management Studio
SQL Server Management Studio (SSMS) — утилита из Microsoft SQL Server 2005 и более поздних версий для конфигурирования, управления и администрирования всех компонентов Microsoft SQL Server. Утилита включает скриптовый редактор и графическую программу, которая работает с объектами и настройками сервера.
Главным инструментом SQL Server Management Studio является Object Explorer, который позволяет пользователю просматривать, извлекать объекты сервера, а также полностью ими управлять.
Также есть SQL Server Management Studio Express для Express версии сервера, которая является бесплатной. Однако в ней нет поддержки ряда компонентов (Analysis Services, Integration Services, Notification Services, Reporting Services) и SQL Server 2005 Mobile Edition.
Начиная с версии 16.5.3 пакет SSMS выделен в отдельный обновляемый продукт, доступный для скачивания на сайте Microsoft. Текущая доступная версия SSMS 18.4 (15.0.18206.0) (general availability) поддерживает MS SQL server начиная с версии 2008 по 2019.